# Брюнер, Мелитта
Мелитта Брюнер (28 января 1907, Вена — 26 мая 2003, Филадельфия, Пенсильвания) — австрийская фигуристка, выступавшая в парном и одиночном катании в конце 1920—х. Как одиночница она завоевала бронзовую медаль на чемпионате мира 1929 года. В паре же с Людвигом Вреде они стали бронзовыми призёрами на Олимпийских играх 1928 года в Санкт-Морице. Кроме того, пара выиграла три медали чемпионатов мира: две серебряных и одну бронзовую.

## Спортивные достижения

### Женское одиночное катание
| Соревнования/Год | 1929 |
| Чемпионат мира   | 3    |

### Парное катание
(с Л. Редом)
| Соревнования/Год | 1928 | 1929 | 1930 |
| Зимние Олимпиады | 3    |      |      |
| Чемпионаты мира  | 3    | 2    | 2    |